# Sokolniki (Litwa)
Sokolniki (lit. Sakalninkai) – wieś na Litwie, w okręgu wileńskim, w rejonie wileńskim, w gminie Rudomino.

## Historia
Pod zaborami zaścianek, w II Rzeczypospolitej wieś. W XIX i w początkach XX w. położone były w Rosji, w guberni wileńskiej, w powiecie wileńskim, w gminie Rudomino. Po I wojnie światowej pod administracją polską, w Zarządzie Cywilnym Ziem Wschodnich. W latach 1920–1922 w składzie Litwy Środkowej.
Od 11 kwietnia 1922 leżały w Polsce, w województwie wileńskim, w powiecie wileńsko-trockim, w gminie Rudomino. W 1931 miejscowość liczyła 42 mieszkańców, zamieszkałych w 7 budynkach.
Po II wojnie światowej w granicach Związku Sowieckiego. Od 1991 na niepodległej Litwie.